# Debumaru
Debumaru ist eine Insel des Ailinglaplap-Atolls in der Ralik-Kette im ozeanischen Staat der Marshallinseln (RMI).

## Geographie
Das Motu liegt zusammen mit der größeren Schwesterinsel Debu im östlichen Riffsaum des Atolls zwischen Kubar im Süden und Enggain im Norden.

## Klima
Das Klima ist tropisch heiß, wird jedoch von ständig wehenden Winden gemäßigt. Ebenso wie die anderen Orte der Ailinglaplap-Gruppe wird Debumaru gelegentlich von Zyklonen heimgesucht.